# Solnetschnoje (Kaliningrad, Osjorsk)
Solnetschnoje (russisch Солнечное, deutsch Szameitschen, Ksp. Wilhelmsberg, 1936–1938 Schameitschen, 1938–1945 Brahmannsdorf) ist ein Ort im Südosten der russischen Oblast Kaliningrad. Er gehört zur kommunalen Selbstverwaltungseinheit Munizipalkreis Osjorsk im Rajon Osjorsk.

## Geographische Lage
Solnetschnoje liegt neun Kilometer östlich der Rajonstadt Osjorsk an der Kommunalstraße 27K-189 von Jablonowka (Kaliningrad, Osjorsk) (Wilhelmsberg) nach Bagrationowo (Wikischken/Wiecken). Ein Bahnanschluss besteht nicht.

## Ortsname
Im ehemaligen Landkreis Darkehmen (1938–1946 Angerapp) gab es die Ortsbezeichnung Szameitschen/Schameitschen gleich dreimal. Zur besseren Unterscheidung wurde ihre Zugehörigkeit zu einem Kirchspiel ergänzt. Einen weiteren Ort gleichen Namens gab es in etwa 40 Kilometer Entfernung im Landkreis Gumbinnen.

## Geschichte
Die Landgemeinde Szameitschen im Kirchspiel Wilhelmsberg wurde 1874 de m neugebildeten Amtsbezirk Wilhelmsberg im Kreis Darkehmen zugeordnet. Der Ort zählte damals etwa 100 Einwohner, im Jahre 1910 waren es 93. Am 17. Oktober 1928 verlor Szameitschen seine Selbständigkeit und wurde in die Landgemeinde Wilhelmsberg eingegliedert. Im Jahre 1936 wurde die Änderung der Namensschreibweise in „Schameitschen“ vorgenommen. 1938 erhielt der Ort aus ideologisch-politischen Gründen (offenbar orthographisch unrichtig) den neuen Namen „Brahmannsdorf“ nach dem in Szameitschen gebürtigen Fritz von Bramann.
Infolge des Zweiten Weltkrieges kam der Ort mit der gesamten nordostpreußischen Region zur Sowjetunion. 1947 erhielt er wieder eigenständig den russischen Namen „Solnetschnoje“ und wurde gleichzeitig dem Dorfsowjet Pskowski selski Sowet in Rajon Osjorsk zugeordnet. 1954 gelangte der Ort in den Gawrilowski selski Sowet. Von 2008 bis 2014 gehörte Solnetschnoje zur Landgemeinde Gawrilowskoje selskoje posselenije, von 2015 bis 2020 zum Stadtkreis Osjorsk und seither zum Munizipalkreis Osjorsk.

## Kirche
Seit Bestehen des Kirchspiels Wilhelmsberg (russisch: Jablonowka) war Szameitschen/Bramannsdorf bis 1945 hier eingepfarrt. Es gehörte zum Kirchenkreis Darkehmen (1938–1946 Angerapp) in der Kirchenprovinz Ostpreußen der evangelischen Kirche der Altpreußischen Union. Letzter deutscher Geistlicher war Pfarrer Johannes Schenk.
Während der Zeit der Sowjetunion war kirchliches Leben untersagt. Erst in den 1990er Jahren bildete sich im Nachbarort Gawrilowo (Gawaiten, 1938–1946 Herzogsrode) wieder eine evangelische Gemeinde, die jetzt zur Propstei Kaliningrad der Evangelisch-Lutherischen Kirche Europäisches Russland gehört. Das zuständige Pfarramt ist das der Salzburger Kirche in Gussew (Gumbinnen).

## Söhne und Töchter des Dorfes
- Fritz von Bramann (1854–1913), Chirurg, ermöglichte Kronprinz Friedrich die Thronbesteigung